# Adherencia prepucial

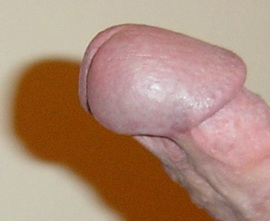
Se observa un puente o adherencia balanoprepucial lateral.

Una adherencia prepucial o adherencia balanoprepucial es un área anormal de adhesión o puente entre las superficies del prepucio y el glande. No debe confundirse con el frenillo prepucial que es una estructura normal del pene.

## Causas
Las adherencias balanoprepuciales son una complicación poco común de la circuncisión y se observan más frecuentemente en quienes fueron circuncidados durante la infancia. Las adherencias generalmente se producen como resultado de una cicatrización inapropiada de la circuncisión, cuando el epitelio interno del prepucio remanente se adhiere a otra parte del pene, normalmente el glande, y el corte cicatriza. La mayoría de los niños suelen nacer con adherencias prepuciales, pero estas tienden a liberarse con el transcurso del tiempo. Sin embargo pueden llegar a persistir o bien formarse como consecuencia de una retracción prematura o forzada del prepucio, de modo que aunque es menos común, también pueden observarse en adultos no circuncidados.

## Complicaciones y tratamiento
La condición puede conducir a erecciones dolorosas y, a veces requiere corrección quirúrgica. Cuando no se producen molestias no es necesaria la cirugía, aunque puede resultar incómoda estéticamente.